# دينكلاغه
دينكلاغه (بالألمانية: Dinklage) هي بلدة ألمانية تقع في ألمانيا في فشتا. يقدر عدد سكانها بـ 12,667 نسمة .

## المدن التوأمة
مدينة Épouville هي مدينة توأمة لـدينكلاغه.

## أعلام
- كليمنس أوقست جراف فون غالين